# Plagiothecium rhynchostegioides
Plagiothecium rhynchostegioides är en bladmossart som beskrevs av C. Müller 1899. Plagiothecium rhynchostegioides ingår i släktet sidenmossor, och familjen Plagiotheciaceae. Inga underarter finns listade i Catalogue of Life.